# Bactris nancibensis
Bactris nancibensis é uma espécie de planta com flor da família Arecaceae. É encontrada somente na Guiana Francesa. Está ameaçada por perda de habitat.